# Cider

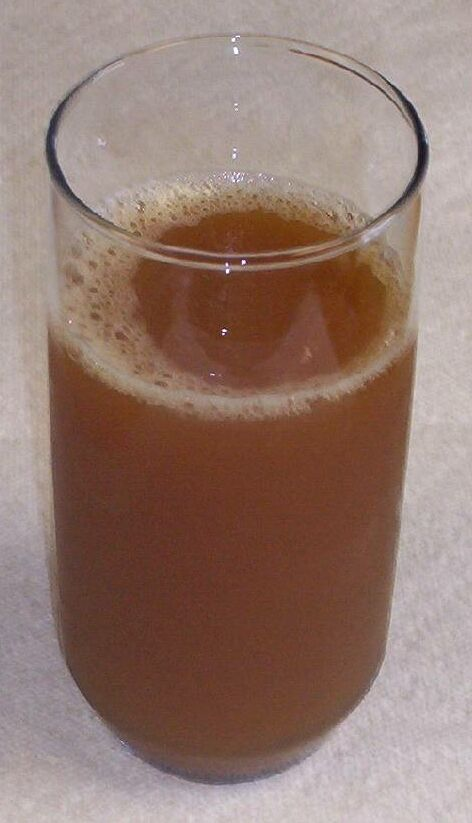
CIder tại Mỹ

Cider (hay cyder) là thức uống làm từ nước trái cây, thường là táo. Ở châu Âu và khu vực châu Đại dương, đây là một thức uống có cồn làm từ nước táo, qua một quá trình lên men. Tại Mỹ và nhiều vùng Canada, cider có chất cồn gọi là hard cider (cider "cứng") hay alcoholic cider (cider có cồn), trong khi cider hay apple cider dùng chỉ loại nước táo ít ngọt, thường chưa được lọc. Tại Mỹ và Canada, người ta uống loại cider đặc biệt vào kì lễ Halloween và Lễ Tạ Ơn. Loại cider này thường chưa lọc, hơi sánh đặc, và thường được làm nóng và thêm mùi quế trước khi uống. Đây là điều khác với cider ở châu Âu, vốn thường không uống nóng.

## Chế biến
Thường để làm cider, táo với nồng độ cao chất tannin được chọn dùng. Quá trình lên men của quả táo diễn ra vào khoảng 4-15 °C. Nhiệt độ ảnh hưởng đến thời gian của quá trình lên men. Nhiệt độ mà tại đó quá trình lên men xảy ra cũng có ảnh hưởng đến hương vị của cider.
Một thời gian ngắn trước khi tất cả đường được lên men, cider được chuyển sang một thùng mới được làm kín khí. Phần còn lại của đường sau đó sẽ trở thành axit cacbonic. Điều này cũng sẽ thêm vào tuổi thọ của cider (không cần tiệt trùng Pasteur).
Cider cũng là khởi điểm cho việc chưng cất Calvados. Đồ uống có cồn này nổi tiếng và rất đắt tiền.

## Nơi sản xuất
Cider được sản xuất gần như bất cứ nơi nào có cây táo làm rượu, đáng chú ý nhất là:
- Pháp, với các khu vực sản xuất cider chính:
  - Normandy, đặc biệt là AOC Pays d' Auge (kể từ tháng 3 năm 1996)
  - Calvados, Normandy: Calvados - thức uống được làm từ cider qua một quá trình được gọi là chưng cất đôi.
  - Brittany, đặc biệt là AOC của Fouesnant và Cornouaille
  - Pays de la Loire
  - Nord-Pas-de-Calais
  - Champagne (Pays d'Othe)
  - Savoie
  - Somme
  - Thiérache
- Tây Ban Nha:
  - Asturias
  - các nước Basque
  - Galicia
- Đức,đặc biệt xung quanh khu vực Frankfurt am Main
- Bỉ, tại 'pays d'Herve; và phía đông quận Liège
- Anh
- Channel Islands
- Bắc Mỹ

Ở Pháp, Normandy là khu vực đầu tiên sản xuất táo làm cider (300 000 tấn), và tiên phong trong sản xuất cider (7000 kl). Ở Pháp, một số loại cider có thể được hưởng lợi từ các tên gọi được bảo hộ, là Normand cidre và Breton cidre. Pháp là quốc gia trên thế giới sản xuất số lượng lớn nhất của cider. Vương quốc Anh sản xuất hầu hết các chủng loại, và cùng với Ireland giữ thị trường lớn nhất đối với cider.

## Các loại cider
Cider cứng chứa rượu, ảnh hưởng tới hương vị của cider. Điều này có thể bị ảnh hưởng bởi việc lựa chọn thời điểm thích hợp để dừng quá trình lên men:
Với 3° rượu hoặc ít hơn, cider sẽ ngọt ngào, tương tự như nước táo. Ở Pháp họ gọi là doux cidre, và dùng với các món tráng miệng.  Giữa 3° và 5° rượu, bạn thu được một loại cider có thể dùng kèm với món cá hoặc thịt. Trong tiếng Pháp gọi cider này là cidre demi-sec hoặc cidre brut (classique). Cider truyền thống (cider cứng) thường có 5° rượu hoặc nhiều hơn. 
Calvados được làm bằng cider qua một quá trình được gọi là chưng cất đôi. Trong lần chưng cất trước, kết quả cho ra là một chất lỏng có chứa 28% đến 30% cồn. Trong lần thứ hai, nồng độ rượu được tăng lên khoảng 40%. Ở Pháp, phổ biến nhất là các loại đầu tiên, thứ hai và thứ tư. Ở các nước nói tiếng Anh, nó có thể tìm thấy cider lên đến 12° rượu.

## Cider trong đời sống

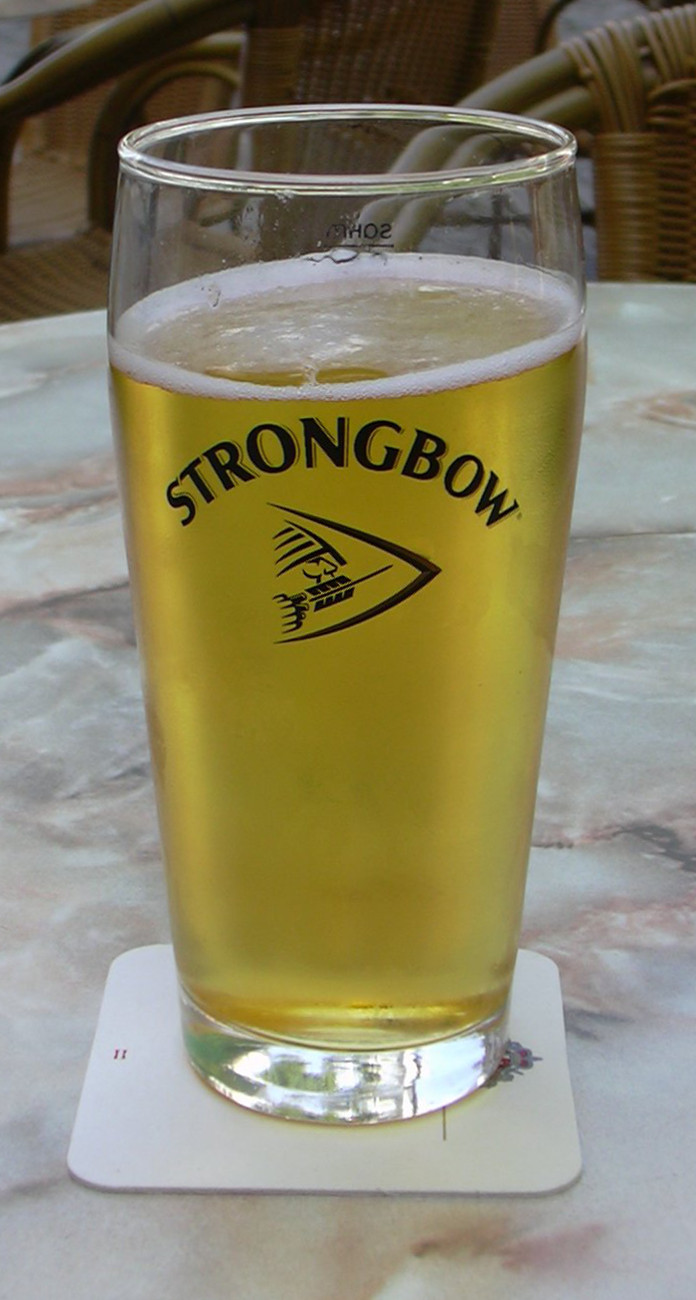
"Một "Pint" cider"

Ẩm thực Pháp và Tây Ban Nha có công thức nấu nướng sử dụng cider. Người Pháp và Tây Ban Nha cũng thường uống cider thay cho rượu nho. Tại châu Âu, nhiều giới trẻ uống cider. Cider rẻ hơn rượu và thường được phục vụ tại quá quán và nơi vui chơi giới trẻ thường đến. Cider gây ảnh hưởng giống như các loại thức uống có cồn khác.